# André Sehmisch
André Sehmisch (ur. 27 września 1964 w Erlabrunn) – niemiecki biathlonista reprezentujący także NRD, wielokrotny medalista mistrzostw świata.

## Kariera
Pierwsze sukcesy w karierze osiągnął w 1983 roku, kiedy zdobył złote medale w biegu indywidualnym i sztafecie oraz srebrny w sprincie na mistrzostwach świata juniorów w Anterselvie. Podczas rozgrywanych rok później mistrzostw świata juniorów w Chamonix ponownie zwyciężył w biegu indywidualnym, a w sprincie był trzeci.
W Pucharze Świata zadebiutował 6 stycznia 1984 roku w Falun, kiedy zajął 21. miejsce w biegu indywidualnym. Pierwsze punkty zdobył dzień później, zajmując siódme miejsce w sprincie. Na podium zawodów tego cyklu pierwszy raz stanął 3 marca 1985 roku w Lahti, kończąc rywalizację w sprincie na trzeciej pozycji. W zawodach tych wyprzedzili go jedynie jego rodak - Frank-Peter Roetsch i Jurij Kaszkarow z ZSRR. W kolejnych startach jeszcze 17 razy stawał na podium, odnosząc przy tym dwa zwycięstwa: 9 marca 1986 roku w Lahti wygrał sprint, a 14 grudnia 1989 roku w Obertilliach wygrał bieg indywidualny. Najlepsze wyniki osiągnął w sezonie 1985/1986, kiedy zwyciężył w klasyfikacji generalnej. Ponadto w sezonie 1989/1990 zajął trzecie miejsce w klasyfikacji biegu indywidualnego.
Wśród seniorów medal zdobył już na swojej pierwszej imprezie, wspólnie z Matthiasem Jacobem, Ralfem Göthelem i Frankiem-Peterem Roetschem zajmując drugie miejsce w sztafecie podczas mistrzostw świata w Ruhpolding w 1985 roku. Wynik ten reprezentanci NRD powtórzyli na mistrzostwach świata w Oslo rok później. Sehmisch był też drugi w biegu indywidualnym, za Walerijem Miedwiedcewem z ZSRR, a przed Austriakiem Alfredem Ederem. Zdobył również brązowy medal w sprincie, plasując się za Miedwiedcewem i kolejnym Austriakiem - Franzem Schulerem. Kolejne dwa medale zdobył na rozgrywanych w 1987 roku mistrzostwach świata w Lake Placid. W sprincie ponownie zajął trzecie miejsce, ulegając tylko Roetschowi i Jacobowi. Dzień później razem z Jacobem, Roetschem i Jürgenem Wirthem zwyciężył w sztafecie. Następnie wywalczył złoto w sztafecie i brąz w biegu drużynowym podczas mistrzostw świata w Feistritz w 1989 roku. Ostatni medal zdobył w 1990 roku, zajmując wraz z kolegami z reprezentacji trzecie miejsce w sztafecie na mistrzostwach świata w Mińsku/Oslo/Kontiolahti w 1990 roku.
Brał też udział w igrzyskach olimpijskich w Calgary w 1988 roku, zajmując siódme miejsce w biegu indywidualnym oraz piąte w sprincie i sztafecie.

## Osiągnięcia

### Igrzyska olimpijskie
| Rok  | Miejscowość | Konkurencje | Konkurencje | Konkurencje | Konkurencje | Konkurencje | Konkurencje | Konkurencje |
| Rok  | Miejscowość | IN          | SP          | PU          | MS          | RL          | MR          | SR          |
| ---- | ----------- | ----------- | ----------- | ----------- | ----------- | ----------- | ----------- | ----------- |
| 1988 | Calgary     | 7.          | 5.          | nd.         | nd.         | 5.          | nd.         | –           |

### Mistrzostwa świata
| Rok  | Miejscowość            | Konkurencje | Konkurencje | Konkurencje | Konkurencje | Konkurencje | Konkurencje | Konkurencje |
| Rok  | Miejscowość            | IN          | SP          | PU          | MS          | RL          | MR          | SR          |
| ---- | ---------------------- | ----------- | ----------- | ----------- | ----------- | ----------- | ----------- | ----------- |
| 1985 | Ruhpolding             | 11.         | 15.         | nd.         | nd.         | 2.          | nd.         | –           |
| 1986 | Oslo                   | 2.          | 3.          | nd.         | nd.         | 2.          | nd.         | –           |
| 1987 | Lake Placid            | 23.         | 3.          | nd.         | nd.         | 1.          | nd.         | –           |
| 1989 | Feistritz              | –           | 15.         | nd.         | nd.         | 1.          | nd.         | –           |
| 1990 | Mińsk/Oslo/Kontiolahti | 28.         | –           | nd.         | nd.         | 3.          | nd.         | –           |
| 1991 | Lahti                  | 11.         | –           | nd.         | nd.         | –           | nd.         | –           |

### Puchar Świata

#### Miejsca w klasyfikacji generalnej
| Sezon     | Miejsce |
| --------- | ------- |
| 1983/1984 | 22.     |
| 1984/1985 | 6.      |
| 1985/1986 | 1.      |
| 1986/1987 | 6.      |
| 1987/1988 | 16.     |
| 1988/1989 | 16.     |
| 1989/1990 | 10.     |
| 1990/1991 | 19.     |

#### Miejsca na podium chronologicznie
| Lp. | Dzień       | Rok  | Miejscowość  | Konkurencja                | Lokata | Pudła   | Czas biegu | Strata  | Zwycięzca           |
| --- | ----------- | ---- | ------------ | -------------------------- | ------ | ------- | ---------- | ------- | ------------------- |
| 1.  | 3 marca     | 1985 | Lahti        | Sprint na 10 km            | 3.     | 0+0     | 34:32,2    | +1:56,2 | Frank-Peter Roetsch |
| 2.  | 7 marca     | 1985 | Oslo         | Bieg indywidualny na 20 km | 2.     | 0+0+0+1 | 57:35,5    | +1:21,5 | Peter Angerer       |
| 3.  | 23 stycznia | 1986 | Feistritz    | Bieg indywidualny na 20 km | 3.     | 0+0+0+1 | 52:31,4    | +57,2   | Siergiej Antonow    |
| 4.  | 25 stycznia | 1986 | Feistritz    | Sprint na 10 km            | 2.     | 0+1     | 25:56,8    | +27,5   | Andriej Niepiein    |
| 5.  | 30 stycznia | 1986 | Oberhof      | Bieg indywidualny na 20 km | 2.     | 2       | 1:03:02,0  | +1:15,0 | Peter Angerer       |
| 6.  | 1 lutego    | 1986 | Oberhof      | Sprint na 10 km            | 2.     | 1       | 30:58,0    | +8,0    | Matthias Jacob      |
| 7.  | 21 lutego   | 1986 | Oslo         | Bieg indywidualny na 20 km | 2.     | 0+1+0+0 | 57:05,3    | +13,9   | Walerij Miedwiedcew |
| 8.  | 22 lutego   | 1986 | Oslo         | Sprint na 10 km            | 3.     | 0+1     | 28:02,8    | +57,1   | Walerij Miedwiedcew |
| 9.  | 9 marca     | 1986 | Lahti        | Sprint na 10 km            | 1.     | 0+0     | 31:10,3    | –       | –                   |
| 10. | 14 marca    | 1986 | Boden        | Bieg indywidualny na 20 km | 2.     | 1+1+0+0 | 1:05:53,3  | +45,1   | Tapio Piipponen     |
| 11. | 14 lutego   | 1987 | Lake Placid  | Sprint na 10 km            | 3.     | 1+1     | 29:49,6    | +1:05,8 | Frank-Peter Roetsch |
| 12. | 19 lutego   | 1987 | Canmore      | Bieg indywidualny na 20 km | 3.     | 1+0+1+0 | 55:12,7    | +1:05,7 | Walerij Miedwiedcew |
| 13. | 12 marca    | 1987 | Lillehammer  | Bieg indywidualny na 20 km | 3.     | 1+1+0+0 | 54:44,2    | +1:20,0 | Matthias Jacob      |
| 14. | 14 marca    | 1987 | Lillehammer  | Sprint na 10 km            | 2.     | 0+1     | 26:02,0    | +18,1   | Peter Angerer       |
| 15. | 11 marca    | 1989 | Östersund    | Sprint na 10 km            | 3.     | 0+0     | 26:26,0    | +7,0    | Johann Passler      |
| 16. | 14 grudnia  | 1989 | Obertilliach | Bieg indywidualny na 20 km | 1.     | 0+0+0+0 | 54:58,4    | –       | –                   |
| 17. | 15 marca    | 1990 | Kontiolahti  | Bieg indywidualny na 20 km | 3.     | 0+0+0+1 | 59:24,2    | +1:03,2 | Eirik Kvalfoss      |
| 18. | 17 marca    | 1990 | Kontiolahti  | Sprint na 10 km            | 3.     | 0+0     | 26:51,4    | +41,6   | Andreas Zingerle    |